# Guttera
Guttera – rodzaj ptaków z rodziny perlic (Numididae).

## Zasięg występowania
Rodzaj obejmuje gatunki występujące w Afryce Subsaharyjskiej.

## Morfologia
Długość ciała 45–56 cm; masa ciała 721–1573 g.

## Systematyka

### Etymologia
Guttera: łac. guttifera „noszący cętki, cętkowany”, odgutta „cętka”; -fera „noszący”, od ferre – „nosić”.

### Podział systematyczny
Do rodzaju należą następujące gatunki:
- Guttera plumifera (Cassin, 1857) – perlica czarna
- Guttera pucherani (Hartlaub, 1861) – perlica czubata